# 斯陶爾布里奇
斯陶爾布里奇（英語：Stourbridge，/ˈstaʊərbrɪdʒ/）是位於英格蘭西米德蘭茲的一個城市。據2001年英國人口普查，斯陶爾布里奇有人口55,480人/2011年增加到63,298人。